# Étienne Marilley

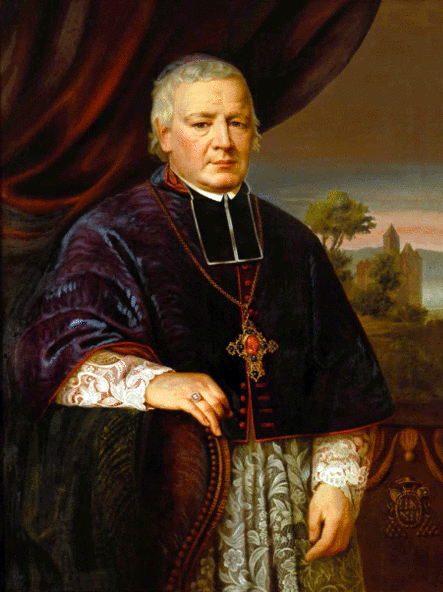
Étienne Marilley (1864)

Étienne Marilley (auch Etienne Marilley; * 29. Oktober 1804 in Châtel-Saint-Denis; † 17. Januar 1889 in Freiburg) war ein Schweizer römisch-katholischer Geistlicher und Bischof von Lausanne-Genf.

## Leben
Er war der Sohn des Schlossers Joseph-Alexis Marilley und dessen Ehefrau Marie-Josèphe geb. Pilloud. Étienne Marilley besuchte das Jesuitenkolleg St. Michael in Freiburg, wo er auch 1826–1830 Theologie studierte. Die Priesterweihe empfing er am 28. Mai 1831, danach war er Vikar in Echallens und Genf. Von 1835 bis 1839 war er Direktor des Priesterseminars in Freiburg. Ab 1839 erneut Vikar, wurde er 1843 Pfarrer in Genf.
Obwohl er von der Genfer Kantonsregierung abgelehnt und 1844 des Kantons verwiesen wurde, wurde Étienne Marilley am 16. Dezember 1845 zum Titularbischof von Mylasa ernannt und zum Weihbischof im Bistum Lausanne und Genf bestellt, dies wurde jedoch nicht wirksam, da er bereits am 19. Januar 1846 zum Bischof von Lausanne und Genf gewählt wurde. Die Bischofsweihe spendete ihm am 15. März desselben Jahres der Apostolische Nuntius in der Schweiz, Erzbischof Alessandro Macioti; Mitkonsekratoren waren der Bischof von Basel, Joseph Anton Salzmann, und der Bischof von Annecy, Louis Rendu.
Marilley mobilisierte Klerus und Kirchenvolk für den Sonderbund und verteidigte die Rechte der Kirche – vor allem im Erziehungswesen – gegen die radikale Freiburger Regierung. Als er 1848 den Eid auf die neue Kantonsverfassung nur mit Einschränkung gestattete, wurde er auf Schloss Chillon inhaftiert und mit Zustimmung der Diözesanstände nach Frankreich ausgewiesen, von wo er 1856 zurückkehrte. Am 17. November 1879 trat Étienne Marilley als Diözesanbischof zurück und am 9. August 1883 erfolgte seine Ernennung zum Titularerzbischof von Myra.